# Рестлинг-промоушн
Рестлинг-промоушен (англ. Professional wrestling promotion) — это компания, регулярно проводящая шоу рестлинга. Термин «Промоушен» описывает роль, которая подразумевает управление, рекламу и логистику проведения мероприятия по рестлингу (см. промоутер). В рамках шоу компания является спортивным руководящим органом, который санкционирует матчи по рестлингу, разыгрывает чемпионские титулы и отвечает за поддержание дивизионов и их рейтингов, выполняет функции гастролирующей театральной труппы и продвигает собственные шоу.
В настоящее время в США наиболее известными промоушенами являются WWE, All Elite Wrestling (AEW), Impact Wrestling (Impact), Ring of Honor (ROH), Major League Wrestling (MLW) и National Wrestling Alliance (NWA). Крупнейшими мексиканскими промоушенами луча либре являются Consejo Mundial de Lucha Libre (CMLL) и Lucha Libre AAA Worldwide (AAA). В Японии ведущими промоушенами пурорэсу являются New Japan Pro-Wrestling (NJPW), All Japan Pro Wrestling (AJPW), CyberFight, Dragon Gate и World Wonder Ring Stardom (Stardom).
Кроме того, по всему миру существуют небольшие независимые промоушены. В то время как крупные промоушены имеют ростер рестлеров, с которыми у них заключены контракты, эти небольшие промоушены могут использовать комбинацию контрактных работников и свободных агентов.

## Структура
Большинство промоушенов являются самодостаточными, организованными вокруг одного или нескольких чемпионских титулов и не признают легитимность титулов других промоушенов, если между ними нет рабочего соглашения. Руководящие органы, такие как United Wrestling Network, WWNLive, Allied Independent Wrestling Federations, Pro Wrestling International и, ранее, National Wrestling Alliance, выступают в качестве зонтичной организации, которая регулирует титулы, распределяемые между несколькими промоушенами. В 1950-х годах National Wrestling Alliance контролировал многие рестлинг-промоушнов, такие как Mid-Atlantic Wrestling и NWA San Francisco, в рамках бизнес-модели, известной как «система территорий».